# Étagère

Etagere i två våningar Skoklosters slott

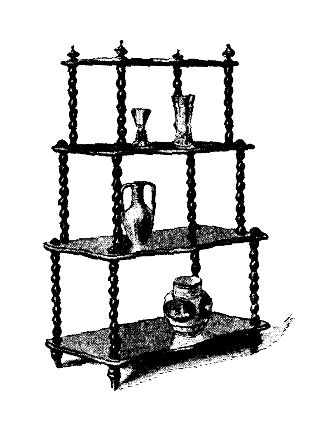
Etagär

En étagère eller etagär (ibland även atenienn) är en ganska liten hylla, ofta smäcker och elegant och ofta gjord för att stå i ett hörn. På den ställer man prydnadsföremål och annat som man vill visa upp. I Sverige var den vanlig framför allt under senare delen av 1800-talet, och där har också våningsvis uppbyggda serveringsställ och bordsuppsatser tidigare kallats étagère.